# Zakariás mester
A Zakariás mester (Maître Zacharius ou l'horloger qui avait perdu son âme. Tradition genevoise – Zacharius mester vagy az órás, aki elvesztette a lelkét. Genfi hagyomány) Jules Verne korai novellája. A mű először a Musée des familles folyóiratban jelent meg a lap 1854. áprilisi és májusi számában. Könyvként Pierre-Jules Hetzel adta ki 1874. április 27-én a Le Docteur Ox (Ox doktor) novellás kötetben (Ox doktor hóbortos ötlete, Zakariás mester, Dráma a levegőben, Telelés Grönlandban, Quarantième ascension française au mont Blanc).
Az 1874-es változatban a szerző átdolgozta a történetet, a történet végét érő változás oka feltételezhetően a szerző vallási nézeteinek változása. Az író unokája, Jean Jules-Verne szerint: „…készen állok arra, hogy azt gondoljam, hogy 1874-ben Jules Verne már nem osztotta apja vallási nézeteit”.
A történet kiindulópontja Verne életének egy jelentéktelen epizódja. Ellopják az óráját, s a rendőrtisztviselő az iránt érdeklődik, vajon volt-e az órának ketyegője (échappement) – óramű-mechanizmus, amely szabályozza a mozgást. Ez felkelti Verne érdeklődését az óra szerkezete iránt, és így lesz novellájának hőséből órás, a ketyegő feltalálója.

## Tartalom
Zachariás genfi órásmester, aki roppant öntelt, mert feltalálta a ketyegőt, amely nagy pontosságot ad óráinak. 
Hisz ő találta föl a ketyegőt, az inga szabályozóját, a mely mathematikai pontossággal kényszerítette az ingát, hogy egyenletes mozgásokat végezzen a reá ható állandó erőnek szolgálatában!
Ez a találmány egy csapással tökéletesítette az órásmesterséget, s a vele járó dicsőség elforgatta a vén órásmester fejét, úgy hogy büszkesége mámorában azt hitte, ő is tud teremteni. És, mivel a ketyegőtől szabályozott inga mozgása hasonlított a szív egyenletes dobogásához, elvakult gőgjében azt hitte, hogy sikerült ráakadni az élet titkára is!
Határtalan büszkeségben elzártan él házában és műhelyében. Lánya, Gérande és szolgája, Scholastique mellett egyedül inasa, segédje, Aubert Thün a társasága, utóbbi férfi titkon lányába szerelmes. Zachariás mester bosszúságára az utóbbi időben tökéletesnek hitt órái rendre ok nélkül megállnak.
|  | Alább a cselekmény részletei következnek! |

Zachariás egyre makacsabban keresi az órák hibáját, egyre inkább személye elleni támadásnak, a tökéletes, hibátlan órástudásának megcsúfolását látja az órák leállásában. Sem Thün, sem a lánya sem képes rá hatni. Zachariás szó szerint belebetegszik az órái megállásába, fizikailag is egyre rosszabb állapotba kerül, hiába óvó környezete.
Egy nap törpe termetű férfi keresi fel Zachariást, és az elromló óráiról beszél vele. A törpe kimondja, az órák halála a mester halála.
- Meghalnak?… Nem, nem halnak meg!… Én nem halhatok meg: ön is mondta éppen az imént!… A világ legelső órása nem halhat meg, mert mit is csinálna az emberiség, ha itt hagynám tévelyegve az idő bizonytalanságában?… Én szabtam meg az időt: korlátok közé szorítottam a végtelent: szabályoztam, részekre osztottam a napot, az évet, az egész életet… Hogy halhatnék meg hát?… Hisz velem együtt meg kellene halnia az időnek is, melynek ura, zsarnoka vagyok: – az idő pedig végtelen… soha sem kezdődött és sehol sem végződik!… Ha Isten teremtette a végtelent, Zachariás mester megalkotta az időt: – egyformák vagyunk hát… én nem halok meg!
A törpe Zachariás lánya kezét kéri cserébe az órák megjavulásáért, amit az órás elutasít.
Zachariás küzd, de nem találja a megoldást, végül már csak egyetlen órája jár, az első, amelyet Pittonacciónak adott el. Ez a vasvázú óra veretes idézeteket mutat adott időpontokban. Zachariás utolsó erejével az óra után indul Pittonaccióhoz, az Andernatti-kastélyba. Az apjáért aggódó Gérande és Thün követi őt.
Zachariás mester és Pittonaccio szópárbajt vív, amelyet az utolsó működő óra, mely egy templomot formál, homlokzatán óránként megjelenő idézetek fokoznak:
«Egyetek a Tudás fájának gyümölcseiből!»
«Az ember hasonlóvá lehet Istenhez.»
«Az ember legyen rabszolgája a tudománynak s áldozza föl érte családját, rokonait.»
«A ki hasonló akar lenni Istenhez, örökre elkárhozik.»
Az utolsó idézet kivetítése előtt az óra szétrobban, Pittonaccio a kipattogó rugóval alászáll a mélybe, Zachariás meghal.
|  | Itt a vége a cselekmény részletezésének! |

## Fejezetek
1. fejezet Egy téli éjszaka.
2. fejezet A tudomány gőgje.
3. fejezet Különös látogatás.
4. fejezet A Szent Péter székesegyház.
5. fejezet Az utolsó óra.

## Értékelés
„A novella, Maitre Zacharius (1853) már inkább E. T. A. Hoffmann hatására vall. Zacharius mester, az ördöggel cimboráló, lángelméjű genfi órás rémülten veszi észre, hogy remekbe készült órái mind elromlanak. A romlás oka az, hogy az ő lelke, élete is lefelé hajlik, s eljön érte a démon, hogy az utolsó óra szabályszerű mozgásáért nagy árat kérjen: a mester lányát, aki pedig az órássegéd jegyese. Mikor a templomóra, Zacharius büszkesége is megáll, a mester éjnek idején az andernatti kastélyba rohan, Pittonaccióhoz, az ördögi törpéhez, akinél ott van az ő első remeke, az erkölcsi mondásokkal ékes vasóra. Amikor az órán ez a mondás jelenik meg: Aki hasonló akar lenni Istenhez, elkárhozik, a gőgös tudós, Zacharius meghal, félreérthetetlen erkölcsi tanulságot hagyva hátra történetében. Hoffmann modorának hatása nyilvánvaló. Az ördöggel való cimborálás; a félőrült lángész, aki emberfölötti gépet konstruál; a Zacharius és a Pittonaccio név (vö.: Klein Zaches, Pittonaccio) s az előadás hangja, mind rá emlékeztetnek. De azért mégis meg kell állnunk egy pillanatra ennél a nem közönséges romantikus novellánál. (Az a gondolat, hogy az órák a mesterrel párhuzamosan romlanak meg, Hoffmannon kívül a Szamárbőr vagy a Dorian Gray íróját juttatják eszünkbe. Zacharius elve — mely szerint az ember is csak óra: a lélek az erő, de a test a szabályozó — a materializmus híján Leibnizre utalhatna.) Különös, hogy éppen a tudósgőgtől. az emberi természet sorompóit forgácsoló lázadástól óv az író, akinek egész élete a merész Tudás szolgálatába van állítva. A vallásos és harmonikus Verne leibnizi órás, aki sem most, sem később nem engedélyez egyenetlenséget a nagy emberi törekvések közt. Nemo, Robur meg a többi vakmerők nem Istennel húznak ujjat, csak náluk korlátoltabb emberekkel. Zacharius mester volt az első és utolsó tudós, aki az ördöggel szövetkezett: a többiek mind Isten szövetségesei lesznek.”

– Hankiss János

## Szereplők
- Zachariás órásmester
- Scholastique, Zachariás szolgája
- Gérande, Zachariás lánya
- Aubert Thün, Zachariás segéde
- Pittonaccio

## Érdekességek
- A Zachariás mester tartalmában és formájában emlékeztet a Verne által nagy tiszteletben tartott Edgar Allan Poe amerikai költő kísérteties történeteire.

- Már ebben a novellában felbukkan egy Verne-regénypanel: a fiatal szerelmesek többé-kevésbé ellentétben állnak egymással, ahogy később Az úszó város, a Fekete Indiák, a A zöld sugár vagy aVárkastély a Kárpátokban regényekben.

- Merre lehet Andernatt vára? Az órásmester Genfben dolgozott. A valódi Andermatt háromszáz kilométerre van Svájc Uri kantonjában. A novella szerint Az Andernatt kastély a Dents-du-Midi szorosában található húsz órányira Genftől![10] A Dents-du-Midi hegységég délkeletre fekszik a Wallis kantonban. A Rhône menti Eionnaz ma is létező falu. „... és egy öreg, sötét rom jelenik meg előtte, amely a sziklákból emelkedik fel. ahol állt, alig többé különbözik."[10] És valóban, tíz kilométerre délre, Martigny felett áll a La Bâtiaz kastély, amely 1518-ban leégett.

## Magyar kiadások
- Zacharius mester,[12] Athenaeum, Budapest, 1875[13]
- Zachariás mester,[14] fordító: Zempléni P. Gyula, Eisler, Budapest, 1892, a Verne Gyula összegyűjtött munkái sorozatban.[13]
- Zachariás mester[15] fordító: Zigány Árpád, Franklin, Budapest, 1903, a Verne Gyula összes munkái sorozatban.[13] Ez a fordítás a MEK-ben[16] Doktor Ox theoriája cím alatt található.
- Zachariusz mester, fordító: Mikes Lajos, Magyar Kereskedelmi Közlöny, Budapest, 191?, a Verne Gyula munkái sorozatban.[13]
- Zakariás mester és más elbeszélések,[17] fordító: Klumák István, Timár György, Unikornis, 2002, ISBN 9634274722[18] Ez a fordítás a MEK-ben[19] Az örök Ádám cím alatt található.

## Feldolgozás
- 1960-ben a The Shirley Temple Show dolgozta fel egyórás televíziós játékká a novellát The Terrible Clockman (Rettenetes órás) címmel. A novella történetét Frankenstein-történetté alakították. A középpontban egy ellenőrzés alól kiszabadult automata áll, Shirley Temple Gérande szerepét alakította.[20]
- A novellát 1973-ban televízióra adaptálta Pierre Bureau.[21] Később egy dupla DVD-re is rákerült a Fekete Indiák (rendező: Marcel Bluwal) és a Storitz Vilmos titka (rendező: Éric Le Hung) filmek társaságában.
- 1984-ben film készült a novellából Zacharius címmel, Claude Grinberg rendezésében.[22]
- A novella zenei feldolgozását 2008 októberében a svájci Yverdon-les-Bains-ben mutatta be a Compagnie Justin Narcysse de Lausanne a Jules Verne Espace megnyitóján.[23]
- A Jean-Marie Curti által komponált Maître Zacharius operát a párizsi Bonneville-ben és a Genfben lévő Opéra-Studio de Genève mutatta be 2008-ban.[24]
- Kereskedelmi forgalomba nem került Francis Valéry elektronikus zenei feldolgozása: "Zacharius: Poème Symphonique en C Phrygien"[25] A felvételnek több fel- és átdolgozása ismert.